# Iker Bravo
Iker Bravo Solanilla (Sant Cugat del Vallès, 13 januari 2005) is een Spaans voetballer die bij voorkeur als aanvaller speelt bij Udinese Calcio

## Clubcarrière
Bravo verliet op 5-jarige leeftijd CFA Espluguenc voor La Masia, de jeugdopleiding van FC Barcelona. Hij speelde hier vervolgens 11 jaar. Totdat op 28 juli 2021 hij een overstap maakte naar Bayer Leverkussen. Op 7 november 2021 debuteerde hij in de Bundesliga als invaller tegen Hertha BSC. Momenteel speelt hij de wedstrijden bij het onder-19 elftal van Leverkussen.